# Eurytides columbus
Eurytides columbus es una especie de lepidóptero endémica de Colombia (Muzo, Bogotá, Cali, Río Calima y Río Bravo) y el noroeste de Ecuador (Río Lita, Río Llurimagua, Río Mira).

## Denominación
Eurytides columbus fue descrita por primera vez por Vincenz Kollar en 1850, con el nombre de Papilio columbus.

## Descripción
Eurytides columbus es una mariposa grande con el cuerpo marrón. Tiene una envergadura de 90 a 110 mm.
Las alas anteriores tienen el borde externo cóncavo y las posteriores presentan una larga cola.
La parte de arriba es de color blanco con, en las alas anteriores, un gran borde marginal marrón y dos bandas también marrones, una desde el centro del borde costal hasta el ángulo interno y otra más cerca del ápice. Las alas posteriores presentan, dentro del borde marrón, lúnulas blancas y una mancha anal roja.
El reverso es similar al anverso.

## Distribución y ecología
Se encuentra en el norte de América del Sur: en Colombia y el noroeste de Ecuador. No es una especie amenazada.